# Angelo Benincasa
Angelo Benincasa (Roma, 20 aprile 1895 – ...) è stato un allenatore di calcio italiano.

## Carriera
Nella stagione 1928-1929 allenò il Palermo nel Campionato Meridionale, che in quella stagione fungeva da campionato di seconda serie per le squadre meridionali; i rosanero chiusero al 3º posto in classifica il sottogirone siciliano ed al 2º posto il successivo girone di semifinale, mancando la promozione nel nascente campionato di Serie B, che avrebbe sostituito dalla stagione successiva la Prima Divisione come secondo livello del calcio italiano. Benincasa venne confermato alla guida della squadra anche per la stagione successiva, nella quale venne però sostituito in panchina a stagione in corso da Joan Lechtblan, che vinse il campionato di Prima Divisione ottenendo la promozione in Serie B. Nella parte finale della stagione successiva allenò il Cosenza, che guidò anche nel successivo campionato di Prima Divisione. Dopo un biennio in Prima Divisione (la terza serie dell'epoca) al Nissa, nella stagione 1935-1936 tornò alla guida del Palermo, in Serie A, sostituendo in panchina Gyula Lelovich e chiudendo il campionato al 15º posto in classifica con conseguente retrocessione in Serie B.
Nella stagione 1936-1937 allenò il Brindisi in Serie C, mentre l'anno seguente guidò il Foggia, sempre in terza serie. Rimase con i rossoneri anche nella stagione 1938-1939, chiudendo il campionato al 9º posto in classifica nel girone G di Serie C. Dopo aver nuovamente allenato il Brindisi nella stagione 1939-1940, mentre nella stagione 1940-1941 allena la Juventina Palermo. Tornò alla guida della formazione pugliese nel 1941 rimanendovi fino al termine della stagione 1942-1943, chiudendo a metà classifica entrambi i campionati di Serie C.
Nella stagione 1944-1945 allenò il Como, con cui vinse il Torneo Benefico Lombardo; l'anno seguente è tornato al Foggia, che in seguito al 4º posto in classifica ottenuto nel campionato misto di Serie B e C è stato ripescato per meriti sportivi in Serie B; in seguito ha allenato per una stagione il Chieti in Serie C, dimettendosi dal ruolo di allenatore della squadra neroverde dopo la seconda giornata di ritorno. Dopo le dimissioni ha sostituito Lajos Politzer sulla panchina del Foggia, in Serie C, ma successivamente è stato a sua volta esonerato in favore di Antonio Frezza. È stato poi richiamato per la quinta volta in carriera alla guida della squadra rossonera nella stagione 1948-1949, in Serie C; a stagione in corso è stato sostituito in panchina da Frezza.

## Palmarès

### Allenatore

#### Competizioni nazionali
- Torneo Benefico Lombardo: 1

Como: 1944-1945